# Río Mosna
El río Mosna es un río del Perú que fluye a lo largo de la provincia de Huari del departamento de Áncash.

## Origen y recorrido
El origen del río Mosna es en el nevado Cajap en el extremo sur del flanco este de la Cordillera Blanca. En su recorrido de sentido noreste pasa por los distritos de Chavín de Huántar, Huántar y San Marcos.
En el punto donde se encuentra los distritos de Huari, Cajay, Masin y Huachis; a la altura del puente Pomachaca, se une con el río Huari que viende desde el norte, formando el río Puchka.

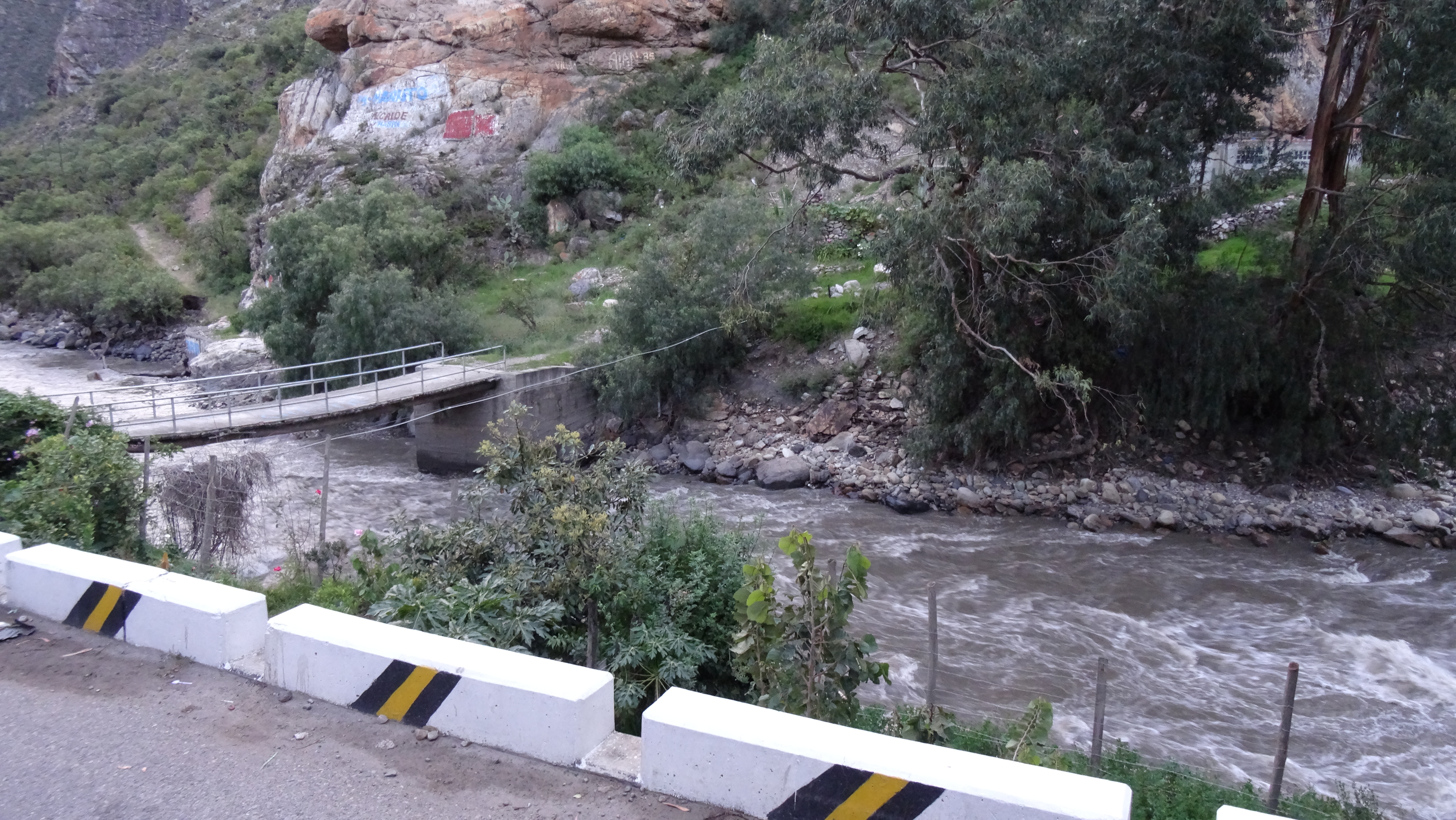
El río Mosna poco antes de unirse al río Huari.

## Galería
- Wikimedia Commons alberga una categoría multimedia sobre Río Mosna.